# 24858 Diethelm
24858 Diethelm este un asteroid din centura principală de asteroizi.

## Descriere
24858 Diethelm este un asteroid din centura principală de asteroizi. A fost descoperit pe 21 ianuarie 1996 la Observatorul din Ondřejov de Marek Wolf și Petr Pravec. Asteroidul prezintă o orbită caracterizată de o semiaxă mare de 2,56 ua, o excentricitate de 0,19 și o înclinație de 3,8° în raport cu ecliptica.